# Buro Jansen & Janssen
Buro Jansen & Janssen is een onderzoeksbureau dat politie en inlichtingendiensten als de AIVD (voorheen de BVD) kritisch volgt.
Het bureau is in 1984 door Eveline Lubbers en Peter Klerks opgericht. De naam van het bureau is ontleend aan twee onhandige detectives uit de Kuifje-strips. De kraakbeweging en andere activistische groeperingen werden destijds steeds vaker geconfronteerd met onderzoek door de politie en inlichtingendiensten. Jansen & Janssen begon als tegenreactie met het verzamelen van contra-informatie. In de loop van de jaren negentig verschoof het onderzoek van het bureau meer in de richting van controversiële zaken in het algemeen.
Het bureau heeft verschillende activiteiten, zoals het publiceren over de uitbreiding van bevoegdheden van de politiediensten via een journalistencollectief. Verder is er ook een steungroep voor mensen die een onderzoek tegen zich hebben lopen en een vraagbaak voor politici, journalisten en andere onderzoekers.
Buro Jansen & Janssen publiceert eigen uitgaven, maar er verschijnen ook vaak artikelen in andere media. Verder houdt het bureau de wetgeving omtrent de burgerlijke vrijheden bij, alsmede die via de verdere verknoping van databanken en publiceert over de mogelijke negatieve gevolgen daarvan. De organisatie wordt sinds 1991 gevormd door oprichtster Lubbers en Wil van der Schans. In 1994 onthulde Jansen & Janssen dat onderzoeksjournalist Peter Siebelt in opdracht van bedrijven informatie verzamelde door bij tientallen organisaties oud papier op te halen, en dit vervolgens op voor hem mogelijk interessante gegevens door te spitten. In 1996 openbaarde J&J via internet een gekraakte versie van het eindrapport van de Parlementaire enquêtecommissie opsporingsmethoden. Het rapport was tot dat moment enkel op cd-rom en voor een prijs van 999 gulden verkrijgbaar.